# Aphylla tenuis
Aphylla tenuis е вид водно конче от семейство Gomphidae. Видът е незастрашен от изчезване.

## Разпространение
Разпространен е във Венецуела, Гватемала, Колумбия, Коста Рика и Панама.